# Десанка Перишић
Десанка В. Перишић (рођена 1905. године у Пожеги) је прва дипломка из области електротехнике на Београдском универзитету.

## Образовање
Десанка је дипломирала 1931. године на Техничком факултету Универзитета у Београду на Машинском одсеку и била је прва жена која је стекла диплому инжењера машинско-електротехничке струке. У то време је на Техничком факултету постојало још два одсека поред Машинског одсека и то Грађевински и Архитектонски одсек, а прве дипломе из области електротехнике су додељене 1923. године.
Иако је Десанка дипломирала из области електротехнике само 8 година након што је омогућено узимање дипломског рада из ове области, у наредне три деценије на Универзитету у Београду дипломке су биле реткост и поред чињенице што је електротехника одвојена као област и што је Електротехнички факултет основан 1948. године.